# Liste von Sakralbauten in Freiburg im Breisgau

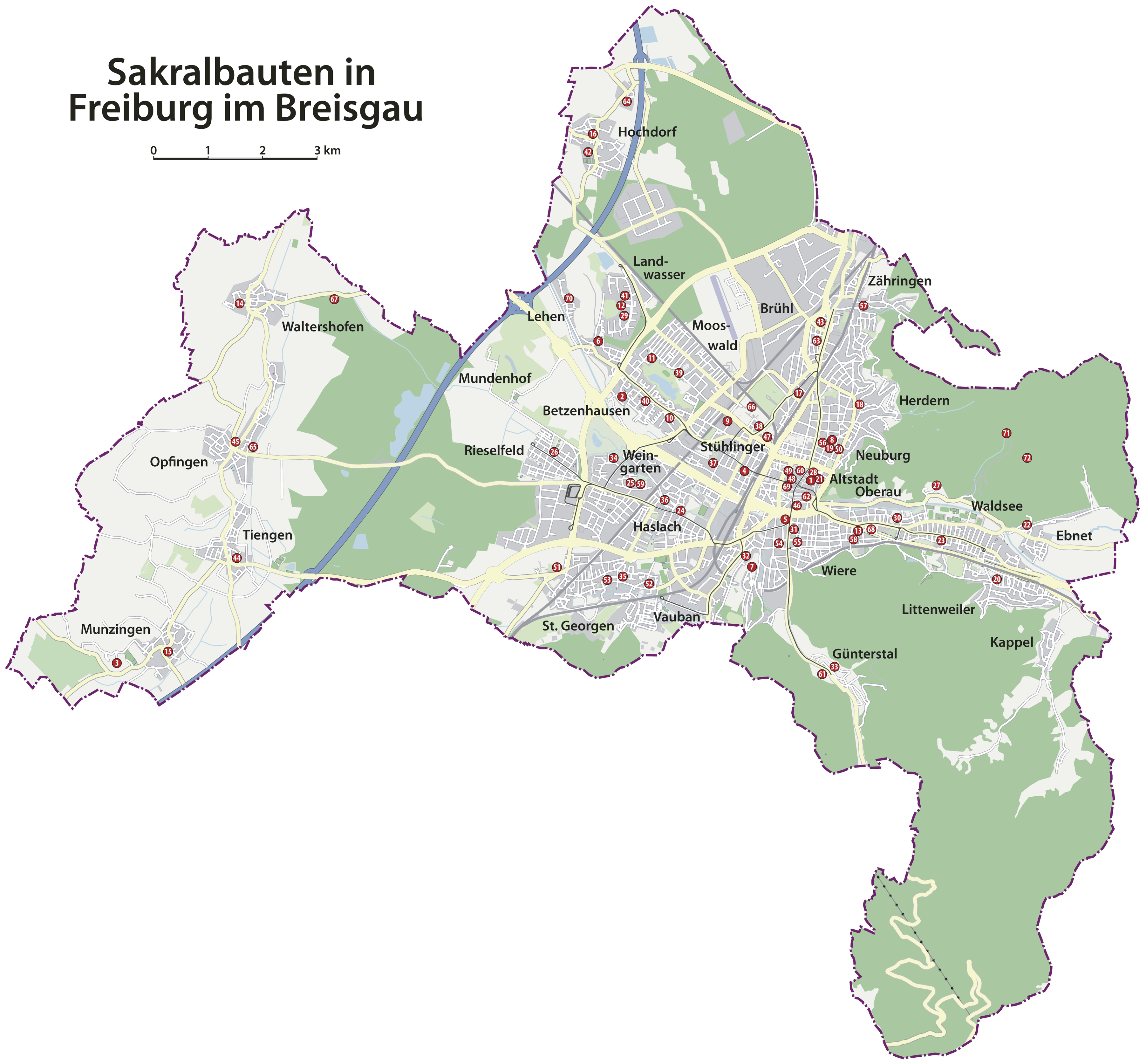
In dieser Karte sind alle Sakralbauten Freiburgs eingetragen. Nummern in der letzten Spalte der Liste entsprechen den Nummern auf der Karte.

Die Liste von Sakralbauten in Freiburg im Breisgau umfasst Kirchengebäude und sonstige Sakralbauten in der Stadt Freiburg unabhängig von der Religion, geordnet nach Stadtbereichen. Die Nummern in der letzten Spalte (außer Nr. 73–93) geben die Lage auf nebenstehender Karte an.

## Mitte
| Name                                                   | Bild | Standort                                               | Errichtung | Konfession                                                 | Bemerkungen | #  |
| ------------------------------------------------------ | ---- | ------------------------------------------------------ | ---------- | ---------------------------------------------------------- | --- | -- |
| Freiburger Münster                                     |      | Altstadt, Münsterplatz 47,99556° N, 7,85278° O         | 1200–1513  | römisch-katholisch                                         | Das Münster Unserer Lieben Frau ist die Kathedrale des Erzbistums Freiburg | 1  |
| Konviktskirche                                         |      | Altstadt, Herrenstraße 47,99515° N, 7,85456° O         | 1823–1826  | römisch-katholisch                                         | Die Kirche wird auch Seminarkirche genannt. Sie ist dem Heiligen Karl Borromäus geweiht und ist die Kirche des Katholischen Priesterseminars Collegium Borromaeum. Sie wurde 1944 während des Fliegerangriffs auf Freiburg stark beschädigt und in den Jahren 1950/51 wieder aufgebaut. | 21 |
| Synagoge                                               |      | Altstadt, Engelstraße 1 47,996436° N, 7,853679° O      | 1985–1987  | jüdisch                                                    | Die Freiburger Synagoge wurde in den Jahren 1985 bis 1987 nach Plänen der Architekten Hermann Backhaus und Harro Wolf Brosinski in unmittelbarer Nachbarschaft des Freiburger Münsters auf einem von der Stadt kostenlos überlassenen Grundstück errichtet. Die Lage im Zentrum der historischen Altstadt wurde ganz bewusst gewählt. Der postmoderne Sakralbau hat einen sechseckigen Grundriss und ist mit einem Zeltdach bedeckt. Zwei eichene Türflügel mit wertvollen Schnitzarbeiten aus der Alten Synagoge von 1870 wurden in das neue Gotteshaus eingebaut und bilden den Eingang zum Betsaal. siehe auch Vorgängerbau Alte Freiburger Synagoge in der Werderstraße | 28 |
| Pauluskirche                                           |      | Altstadt, Dreisamstraße 3 47,99111° N, 7,84941° O      |            | evangelisch                                                | Pauluskirche Commons : Weitere Bilder der Kirche – Sammlung von Bildern | 46 |
| Universitätskirche                                     |      | Altstadt, Bertoldstraße 47,995278° N, 7,847778° O      | ab 1683    | römisch-katholisch                                         | Erbaut für die Jesuiten von Ordensbruder Heinrich Mayer mit Ähnlichkeiten zur Solothurner Jesuitenkirche. Nach Auflösung des Jesuitenordens 1773 ging die Kirche zusammen mit dessen Kolleg 1793 in den Besitz der Universität über. Am 27. November 1944 zerstört und in den Jahren 1957/57 wieder aufgebaut, allerdings ohne den Chorraum im ursprünglichen Zustand wiederherzustellen, da dies nicht möglich war. 1978 wurde sie renoviert. | 48 |
| St. Ursula                                             |      | Altstadt, Rathausgasse 47,996389° N, 7,847222° O       | 1696       | altkatholisch                                              | Die Ursulakirche war Bestandteil des ehemaligen „Schwarzen Klosters“, welches 1696 durch Ursulinen aufgebaut wurde. 1997/98 wurde die barocke Kirche restauriert und konserviert. Als Besonderheit gilt die Nonnengruft, wo Grabstätten der Ursulinen erhalten sind und wo auch ein Teil der Originale von bekannten Grabsteinen des alten Friedhofs aufbewahrt wird. Seit 1894 ist die Kirche alt-katholische Pfarrkirche. | 49 |
| St. Martin Innenstadt                                  |      | Altstadt, Rathausplatz 47,99622° N, 7,85° O            | 1262       | römisch-katholisch Ukrainische griechisch-Orthodoxe Kirche | Die Kirche bestand bereits 1206, also bereits zur Zeit der Zähringer, vielleicht sogar vor der Marktgründung Freiburgs. Im Jahr 1246 schenkte sie Konrad I., Graf von Freiburg, den Franziskanern. Ihr Stand als Pfarrkirche, den sie seit 1785 innehat, ist in der Forschung umstritten. Am 10. Februar 2012 wurde im angrenzenden Pfarrhaus ein Konvent der Dominikaner errichtet. | 60 |
| Antoniuskapelle                                        |      | Altstadt, Rathausplatz 47,99622° N, 7,85° O            |            | römisch-katholisch                                         | Die Kapelle wurde 1900 im Weinkeller des ehemaligen Franziskanerklosters eingerichtet. | 86 |
| Adelhauser Kirche Mariä Verkündigung und St. Katharina |      | Altstadt, Adelhauser Straße 47,99278° N, 7,85139° O    | 1699       | römisch-katholisch                                         | - Leonard Korth: Die ehemaligen Klosterkirchen Adelhausen und St. Ursula. In: Badischer Architecten- und Ingenieur-Verein, Oberrheinischer Bezirk (Hrsg.): Freiburg im Breisgau. Die Stadt und ihre Bauten. H. M. Poppen & Sohn, Freiburg im Breisgau 1898, S. 371–381 (Scan – Wikisource). | 62 |
| Peterhofkapelle                                        |      | Altstadt, Niemensstraße 10 47,994895° N, 7,847632° O   | um 1587    | Rumänisch-Orthodox, Russisch-Orthodox, Griechisch-Orthodox | Die Peterhofkapelle, auch Heiligkreuzkapelle, ist Bestandteil des Peterhofs, der ab 1492 entstand und das Stadtquartier der Äbte von St. Peter im Schwarzwald war. Dieser Gebäudekomplex ist außerdem das älteste Gebäude der Universität Freiburg. | 69 |
| Ludwigskirche                                          |      | Neuburg, Starkenstraße 48,002213° N, 7,858776° O       | 1952–1954  | evangelisch                                                | Die 1829 im ehemaligen Kloster Tennenbach abgebaute und als Ludwigskirche wieder aufgebaute ehemalige Klosterkirche war die erste evangelische Kirche Freiburgs. Sie wurde 1944 zerstört und 1954 an anderer Stelle durch einen Nachfolgebau des Architekten Horst Linde ersetzt. | 8  |
| Erlöserkirche                                          |      | Neuburg, Stadtstraße 10 48,000759° N, 7,858626° O      | 1895       | Evangelisch-Lutherisch                                     | Die Kirche wurde 1894/95 nach den Plänen des Architekten Friedrich Ploch im neugotischen Stil erbaut. | 19 |
| Buddhistisches Zentrum                                 |      | Neuburg, Stadtstraße 7 48,000311° N, 7,859044° O       |            | Buddhistisch                                               | Buddhistisches Zentrum der Karma Kagyü Linie | 50 |
| St.-Michaels-Kapelle                                   |      | Neuburg, Karlstraße 48,000799° N, 7,856979° O          | 1720       | römisch-katholisch                                         | Commons : Weitere Bilder der Kirche – Sammlung von Bildern | 56 |
| Vinzentinerinnenkirche                                 |      | Neuburg, Habsburgerstr. 120 48,001118° N, 7,853232° O  | 1957       | römisch-katholisch                                         | Die Kirche des Mutterhauses des Ordens der Barmherzigen Schwestern vom hl. Vinzenz von Paul, wird daher auch „Mutterhauskirche“ genannt. Sie ist dem Gedächtnis der Schmerzhaften Muttergottes geweiht. | 75 |
| Gemeinschaft der St. Elisabethschwestern               |      | Altstadt, Dreisamstr. 15–17 47,99055° N, 7,85121° O    |            | römisch-katholisch                                         | Im Mutterhaus der Freiburger Elisabethschwestern betrieben diese das St. Elisabeth-Krankenhaus an der Dreisam, eine Klinik für Geburtshilfe und gynäkologische Krankheiten, die in den Freiburger Regionalverbund kirchlicher Krankenhäuser (RKK) eingegliedert und im Dezember 2012 geschlossen wurde. Der Name der Klinik blieb im Namen der Geburtsstation des St. Josephskrankenhauses erhalten. Mit dem Krankenhaus ist eine lokale Geschichte verbunden. Nur Kinder, die in diesem Krankenhaus geboren wurden, wurden als Freiburger Bobbele bezeichnet, was aber umstritten ist.                                                                                     | 78 |
| Konvent der Kamillianer                                |      | Neuburg, Ludwigstr. 27 47,99892° N, 7,85859° O         |            | römisch-katholisch                                         | | 80 |
| Dominikanerkloster St. Albert                          |      | Neuburg, Ludwigstr. 35 47,9984° N, 7,86064° O          |            | römisch-katholisch                                         | Das Kloster wurde am 10. Februar 2012 niedergelegt und Filialhaus des neuen Konvents St. Martin. | 81 |
| Baptistengemeinde Freiburg                             |      | Neuburg, Stefan-Meier-Str. 145 48,00623° N, 7,85002° O |            | Bund Evangelisch-Freikirchlicher Gemeinden                 | | 82 |
| Heilsarmee Freiburg                                    |      | Altstadt, Löwenstraße 1 47,994029° N, 7,848715° O      | 1905–1908  | Heilsarmee                                                 | Das von 1905 bis 1908 im Jugendstil erbaute Haus befindet sich seit 1923 im Besitz der Heilsarmee, die hier ihre Freiburger Niederlassung hat. Im Erdgeschoss des Gebäudes befand sich bis 2013 ein Burger King. Da die christliche Freikirche in Gebäuden, die in ihrem Besitz sind, den Genuss von Alkohol untersagt, wurde in dieser Filiale kein Alkohol ausgeschenkt. | 85 |
| Emmauskirche                                           |      | Neuburg, Katharinenstr. 9 47,9997° N, 7,84911° O       |            | Evangelisch-methodistische Kirche                          | | 88 |

## Nord
| Name                            | Bild | Standort                                                | Errichtung | Konfession                                  | Bemerkungen | #  |
| ------------------------------- | ---- | ------------------------------------------------------- | ---------- | ------------------------------------------- | --- | -- |
| St. Urban                       |      | Herdern, Hauptstraße 50 48,007154° N, 7,863834° O       | 1841       | römisch-katholisch                          | 1841 erste Weihe der Kirche, 1935/36 wurde die Kirche vergrößert und erneut geweiht. 2005 wurde die Kirche nach einer großen Innenrenovierung zum dritten Mal geweiht. | 18 |
| Thomaskirche                    |      | Zähringen, Tullastraße 15 48,01997° N, 7,854613° O      | 1958–1959  | evangelisch                                 | Die als Kubus mit frei stehendem Glockenturm nach Plänen von Walter Körte errichtete Kirche wird 2020/22 zu einem multifunktionalen Gemeindezentrum umgebaut. | 43 |
| St. Blasius                     |      | Zähringen, Pochgasse 48,023605° N, 7,865288° O          | 1822–1824  | römisch-katholisch                          | Der Architekt war Christoph Arnold, nach dessen Plänen die Kirche im Weinbrenner-Stil erbaut wurde. Das Deckengemälde „Das himmlische Jerusalem“ schuf Paul Meyerspeer im Jahr 1921. | 57 |
| Gottesackerkapelle              |      | Zähringen, Kirchhofweg 48,021943° N, 7,861023° O        | 1859       | römisch-katholisch                          | Die Friedhofskapelle ließ Pfarrer Andreas Engler 1859 auf dem Grundstück der 1824 abgebrochenen zweiten Kirche von Zähringen erbauen. Ihre Glocke wurde 1867 von der Glockengießerei Gebrüder Koch aus Freiburg gegossen. Finanziert wurde sie mit den Spenden aus der Gemeinde in Zähringen und Wildtal. | 91 |
| Wackerkapelle                   |      | Zähringen, Wildtalstraße 48,023327° N, 7,862815° O      | 1894       | römisch-katholisch                          | Die Kapelle wurde 1894 von Pfarrer Theodor Wacker gebaut. Der Grund war sein silbernes Priesterjubiläum, finanziert wurde die Kapelle aus Spenden des Freiburger Diözesanklerus. | 92 |
| St. Elisabeth                   |      | Brühl, Offenburger Str. 50 48,017719° N, 7,854516° O    | 1965       | 2006 profaniert, ehemals römisch-katholisch | Commons : Weitere Bilder der Kirche – Sammlung von Bildern | 63 |
| St. Konrad und Elisabeth        |      | Brühl, Rennweg 47 48,008743° N, 7,849584° O             | 1930       | römisch-katholisch                          | Commons : Weitere Bilder der Kirche – Sammlung von Bildern | 17 |
| St. Martin                      |      | Hochdorf, Benzhauserstraße 48,050031° N, 7,801499° O    | 1712       | römisch-katholisch                          | Die Kirche wurde 1712 an der Stelle einer kleineren Vorgängerkirche neu erbaut gebaut. Der Turm ist mit seiner charakteristischen Form das Wahrzeichen von Hochdorf. | 16 |
| Evangelische Kirche Hochdorf    |      | Hochdorf, Zu den Mühlmatten 6 48,047728° N, 7,800325° O | 1992       | evangelisch                                 | Das Katharina-von-Bora-Haus ist Gemeindehaus und Gottesdienstraum für den Predigtbezirk Hochdorf der evangelischen Pfarrgemeinde Freiburg-West. | 42 |
| St. Agatha-Kapelle              |      | Hochdorf, St.-Agatha-Weg 48,05603° N, 7,808983° O       | vor 1699   | römisch-katholisch                          | Die Agathenkapelle im Ortsteil Benzhausen | 64 |
| Herz-Jesu-Kloster               |      | Herdern, Okenstr. 17 48,01086° N, 7,85796° O            |            | römisch-katholisch                          | Commons : Weitere Bilder der Kirche – Sammlung von Bildern | 79 |
| Christliche Missionsgemeinde    |      | Brühl, Kehlerstr. 31 48,01949° N, 7,8531° O             |            | evangelisch                                 | | 89 |
| Internationale Christengemeinde |      | Brühl, Engesserstr. 13 48,01885° N, 7,8426° O           |            | evangelisch                                 | | 90 |

## Ost
| Name                 | Bild | Standort                                                                          | Errichtung              | Konfession         | Bemerkungen | #  |
| -------------------- | ---- | --------------------------------------------------------------------------------- | ----------------------- | ------------------ | --- | -- |
| Hl. Dreifaltigkeit   |      | Waldsee, Hansjakobstraße 47,986116° N, 7,883851° O                                | 1952–1953               | römisch-katholisch | Commons : Weitere Bilder der Kirche – Sammlung von Bildern | 23 |
| Kartause             |      | Waldsee, Kartäuserstraße 47,994477° N, 7,882749° O                                | 16. Jahrh. / 18. Jahrh. | römisch-katholisch | Commons : Weitere Bilder der Anlage – Sammlung von Bildern | 27 |
| St. Ottilien         |      | Waldsee, Kartäuserstraße 48,003086° N, 7,899257° O                                | 679 / 1505              | römisch-katholisch | Commons : Weitere Bilder der Kirche – Sammlung von Bildern | 71 |
| St. Wendelin         |      | Ebnet 47,999366° N, 7,905389° O                                                   | 1723 / 1895             | römisch-katholisch | Commons : Weitere Bilder der Kirche – Sammlung von Bildern | 72 |
| St. Barbara          |      | Littenweiler, Sudetenstraße 47,980124° N, 7,897284° O                             | 1956–1957               | römisch-katholisch | Commons : Weitere Bilder der Kirche – Sammlung von Bildern | 20 |
| Auferstehungskirche  |      | Littenweiler, Kappler Straße 25 47,983611° N, 7,897777° O                         | 1961–1962               | evangelisch        | Die Kirche wurde 1961/62 erbaut und gehört zu den sogenannten verlässlich geöffneten Kirchen                                                                               | 29 |
| St. Hilarius         |      | Ebnet, Scheibenbergweg 47,988508° N, 7,905261° O                                  | um 1460 / 1720–1725     | römisch-katholisch | Commons : Weitere Bilder der Kirche – Sammlung von Bildern | 22 |
| St. Peter und Paul   |      | Kappel, Peterbergstraße 47,9663° N, 7,908086° O                                   | 1747                    | römisch-katholisch | Commons : Weitere Bilder der Kirche – Sammlung von Bildern | 73 |
| Anna-Kapelle         |      | Ebnet, Ortsausgang Ebnet in Richtung Stegen an der L133 47,984841° N, 7,911798° O | 2010                    | römisch-katholisch | Commons : Weitere Bilder der Kirche – Sammlung von Bildern | 84 |
| Schlosskapelle Ebnet |      | Ebnet, Schwarzwaldstraße 47,987222° N, 7,906067° O                                | 1731/32                 | ökumenisch         | Die Heilig-Kreuz-Kapelle wurde schon vor dem Bau des Ebneter Schlosses errichtet. Nach wechselnden Nutzungen steht sie heute als Sickingen-Kapelle allen Religionen offen. | 93 |

## Süd
| Name                                                    | Bild | Standort                                                 | Errichtung  | Konfession                                                                    | Bemerkungen | #  |
| ------------------------------------------------------- | ---- | -------------------------------------------------------- | ----------- | ----------------------------------------------------------------------------- | --- | -- |
| Friedenskirche                                          |      | Oberau, Hirzbergstraße 1a 47,989447° N, 7,874096° O      | 1951        | evangelisch                                                                   | Die Kirche wurde 1951 erbaut und gehört zu den sogenannten verlässlich geöffneten Kirchen. | 30 |
| Johanneskirche                                          |      | Wiehre, Günterstalstraße 47,988899° N, 7,846968° O       | 1899        | römisch-katholisch                                                            | Commons : Weitere Bilder der Kirche – Sammlung von Bildern | 5  |
| Lorettokapelle                                          |      | Wiehre, Bergleweg 47,981275° N, 7,838612° O              | 1657        | römisch-katholisch                                                            | Commons : Weitere Bilder der Kirche – Sammlung von Bildern | 7  |
| Maria Hilf                                              |      | Wiehre, Schützenallee 15 47,987682° N, 7,864375° O       | 1927–1929   | römisch-katholisch                                                            | Commons : Weitere Bilder der Kirche – Sammlung von Bildern | 13 |
| Christuskirche                                          |      | Wiehre, Maienstraße 2 47,987238° N, 7,849203° O          | 1888–1891   | evangelisch                                                                   | Commons : Weitere Bilder der Kirche – Sammlung von Bildern | 31 |
| Petruskirche                                            |      | Wiehre, Lorettostraße 59 47,984084° N, 7,837522° O       |             | evangelisch, anglikanisch (Church of England, Diözese in Europa)              | Commons : Weitere Bilder der Kirche – Sammlung von Bildern | 32 |
| St. Cyriak und Perpetua                                 |      | Wiehre, Annaplatz 47,985218° N, 7,845944° O              | 1753–1755   | römisch-katholisch                                                            | Die auch Annakirchle genannte Pfarrkirche wurde erstmals 1234 erwähnt. Sie wurde dreimal in Kriegen zerstört. Die aktuelle Kirche wurde von 1753 bis 1755 errichtet. | 54 |
| St. Georg und Bonifatius                                |      | Wiehre, Turnseestraße 59 47,985304° N, 7,849748° O       | 1894–1895   | Adventisten                                                                   | Commons : Weitere Bilder der Kirche – Sammlung von Bildern | 55 |
| Neuapostolische Kirche Freiburg-Ost                     |      | Wiehre, Seminarstraße 22 47,986312° N, 7,863614° O       | 1960 / 2010 | neuapostolisch                                                                | Die Kirche aus dem Jahr 1960 wurde im März 2010 nach grundlegendem Umbau wiedereröffnet. Sie enthält eine Satellitenempfangsanlage, um den Empfang überregionaler Gottesdienste zu gewährleisten.                                                                                                 | 58 |
| Maria-Schutz-Kirche                                     |      | Wiehre, Schützenallee 14 47,987606° N, 7,866678° O       | 1885–1889   | Rumänisch-Orthodox, Russisch-Orthodox, Griechisch-Orthodox, Serbisch-Orthodox | Die Maria-Schutz-Kirche, 1885 bis 1889 als katholische Kirche im Stil der Neoromanik erbaut, dient heute als Gotteshaus verschiedener christlich-orthodoxer Gemeinden in Freiburg. | 68 |
| Matthias-Claudius-Kapelle                               |      | Günterstal, Kybfelsenstraße 17 47,965941° N, 7,856963° O | 1962        | evangelisch                                                                   | Commons : Weitere Bilder der Kirche – Sammlung von Bildern | 33 |
| Liebfrauenkirche                                        |      | Günterstal, Klosterplatz 47,965344° N, 7,856394° O       | 1833        | römisch-katholisch                                                            | 1224 die erste Erwähnung einer Kapelle. 1787 wurde die Pfarrei errichtet und die Klosterkirche der Zisterzienserinnen wurde Pfarrkirche. 1833 wird die Kirche nach einem Brand neu errichtet. | 61 |
| Kloster St. Lioba                                       |      | Günterstal, Riedbergstr. 1 47,96835° N, 7,85581° O       | 1905–1913   | römisch-katholisch                                                            | Das Kloster der Benediktinerinnen von der Heiligen Lioba wurde 1927 gegründet und in der Villa Wohlgemuth eingerichtet. Dieses Haupthaus des Klosters wurde 1905–1913 im toskanischen Stil errichtet und vom Bruder des Bauherrn, dem Maler Wilhelm Wohlgemuth (1870–1942) mit Fresken ausgemalt. | 76 |
| Franziskanerkloster 1921–2013                           |      | Wiehre, Günterstalstraße 59 47,98409° N, 7,84796° O      |             | römisch-katholisch                                                            | Spätklassizistische Villa, ursprünglich Hotel Bellevue seit 1884, seit 1921 Kloster der Franziskaner, seit 2007 von polnischen Franziskanern bewohnt, Aufgabe des Klosters 2013, im Januar 2015 an eine freie Jugendhilfeeinrichtung verkauft.                                                    | 77 |
| Gemeindehaus der Freien evangelischen Gemeinde Freiburg |      | Wiehre, Kronenmattenstr. 5 47,98824° N, 7,83946° O       |             | Evangelisch (FeG)                                                             | Commons : Weitere Bilder der Kirche – Sammlung von Bildern | 83 |
| Gemeindehaus der Christengemeinschaft                   |      | Wiehre, Goethestr. 67a 47,98398° N, 7,8447° O            |             | Christen-gemeinschaft                                                         | | 94 |

## West
| Name                                        | Bild | Standort                                                                                     | Errichtung            | Konfession                         | Bemerkungen | #  |
| ------------------------------------------- | ---- | -------------------------------------------------------------------------------------------- | --------------------- | ---------------------------------- | --- | -- |
| Herz-Jesu-Kirche                            |      | Stühlinger, Amalie-Gramm-Weg 1 47,997019° N, 7,83709° O                                      | 1892–1897             | römisch-katholisch                 | Herz-Jesu-Kirche Commons : Weitere Bilder der Kirche – Sammlung von Bildern | 4  |
| St. Josef                                   |      | Stühlinger, Breisacher Straße 119 48,005805° N, 7,833509° O                                  | 1955                  | römisch-katholisch                 | In der Kirche befindet sich eine Heilige Elisabeth, die von der Freiburger Bildhauerin Eva Eisenlohr geschaffen wurde. | 9  |
| Kreuzkirche                                 |      | Stühlinger, Fehrenbachallee 50 47,997822° N, 7,830685° O                                     | 1961–1963             | evangelisch                        | Von Architekt Gutknecht im Jahre 1961–1963 erbaut. Bemerkenswert: eine deckenhohe Buntglaswand als Belichtung des Kirchenraums. 2017 aus Sicherheitsgründen Abbruch des Turms und Neuerrichtung 2019. | 37 |
| Lutherkirche                                |      | Stühlinger, Lutherkirchstraße 1 48,003611° N, 7,840833° O                                    | 1913–1919 / 1951–1952 | 2016 entwidmet, vorher evangelisch | Schlichter Bau aus den 1950er Jahren als Ersatz für die im Zweiten Weltkrieg zerstörte Vorgängerkirche von 1919. Nach der Entwidmung 2016 soll der Kirchenraum als Hörsaal für das Universitätsklinikum Freiburg genutzt werden, sobald die Finanzierung einen Umbau erlaubt. | 38 |
| Islamisches Zentrum Freiburg                |      | Stühlinger, Hugstetter Straße 36 48,00201° N, 7,841716° O                                    | 1973                  | Islam                              | Islamisches Zentrum Freiburg e. V. (IZFR) | 47 |
| Heilig Geist                                |      | Stühlinger, Universitätsklinikum 48,007222° N, 7,838889° O                                   | 1953–1954             | römisch-katholisch                 | Ellipsenförmige Krankenhauskirche nach Plänen des Architekten Horst Linde inmitten des Universitätsklinikums Freiburg | 66 |
| Heilige Familie                             |      | Mooswald, Hofackerstraße 35a 48,015667° N, 7,815556° O                                       | 1937–1938             | römisch-katholisch                 | Katholische Kirche von 1937/38 im Stadtteil Mooswald beim Seepark | 11 |
| Markuskirche                                |      | Mooswald, Am Hägle 15 48,012801° N, 7,821104° O                                              | 1968                  | evangelisch                        | Commons : Weitere Bilder der Kirche – Sammlung von Bildern | 39 |
| Pfarrkirche St. Thomas                      |      | Betzenhausen, Dietenbachstraße 48,009564° N, 7,808001° O                                     | 1767–1768             | römisch-katholisch                 | Commons : Weitere Bilder der Kirche – Sammlung von Bildern | 2  |
| St. Albert                                  |      | Betzenhausen, Sundgauallee 9 48,005596° N, 7,820404° O                                       | 1969                  | römisch-katholisch                 | Kirchenpatron ist Albert der Große (Albertus Magnus). Der turmlose Zentralbau fällt im Kreis der umgebenden Wohnbebauung vor allem durch seine sternförmig-kronenartige Gestaltung auf. | 10 |
| Matthäuskirche                              |      | Betzenhausen, Sundgauallee 31 48,00885° N, 7,813915° O                                       |                       | evangelisch                        | | 40 |
| St. Petrus Canisius                         |      | Landwasser, Auweg 94 48,023254° N, 7,808532° O                                               | 1969/70               | römisch-katholisch                 | Die Kirche wurde 1969/70 nach Plänen des Karlsruher Architekten Rainer Disse im damals neu entstehenden Stadtteil Landwasser errichtet. Der Innenraum wurde von dem Künstler Florian Lechner ausgestaltet. | 12 |
| Zachäuskirche                               |      | Landwasser, Auwaldstraße 88 48,024224° N, 7,80898° O                                         | 1979                  | evangelisch                        | Das evangelische Gemeindezentrum der Zachäusgemeinde mit dem Gottesdienstraum wurde von Architekt Lothar Dorgerloh geplant. Der Altar wurde im Jahr 1979 geweiht. Die Orgel mit zwei Manualen und Pedal und 15 Registern wurde 1993 von Orgelbaumeister Friedrich Tzschöckel eingebaut. Der Raum dient auch nichtreligiösen Veranstaltungen im Stadtteil. | 41 |
| St. Cyriak                                  |      | Lehen, Kirchbergstraße 48,017465° N, 7,801882° O                                             | 1139 / 1724           | römisch-katholisch                 | Commons : Weitere Bilder der Kirche – Sammlung von Bildern | 6  |
| Gemeindehaus der Christen-Gemeinde Freiburg |      | Lehen, Ziegelhofstraße 200 48,024055° N, 7,794918° O                                         |                       | Christen-Gemeinde Freiburg         | | 70 |
| St. Peter und Paul                          |      | Waltershofen, Benleweg 48,023807° N, 7,717745° O                                             | 1816                  | römisch-katholisch                 | Errichtet wurde sie an der Stelle der früheren Margaretenkapelle, im Stil des Klassizismus (in Baden Weinbrenner-Stil). Die beiden Seitenaltäre, der Dreikönigsaltar und der Sebastianaltar wurden ursprünglich für das Freiburger Münster geschaffen und 1711 an die Kirche verkauft. 1885 wurde das Ensemble durch den Hochaltar von Franz Josef Simmler aus Offenburg ergänzt. 1983/84 wurde der Hochaltar durch den barocken Hochaltar aus Donaueschingen-Pfohren ersetzt und später für St. Nikolaus in Opfingen verwendet. | 14 |
| Waldkapelle Waltershofen                    |      | Waltershofen, Verbindungsstraße Waltershofen – Umkirch K9861/K4979 48,025003° N, 7,740452° O |                       | römisch-katholisch                 | Diese Neugotische Kapelle liegt an der Straße von Waltershofen nach Umkirch. Die Pietà wurde Jahre 1994 von Bildhauer Josef Schäfer geschaffen. Die bis 1994 dort stehende Pietà befindet sich jetzt in der Pfarrkirche St. Peter und Paul. | 67 |

## Südwest
| Name                                              | Bild | Standort                                                     | Errichtung       | Konfession                                                                             | Bemerkungen | #  |
| ------------------------------------------------- | ---- | ------------------------------------------------------------ | ---------------- | -------------------------------------------------------------------------------------- | --- | -- |
| St. Michael                                       |      | Haslach, Carl-Kistner-Straße 47,990464° N, 7,821455° O       | 1909             | römisch-katholisch                                                                     | Commons : Weitere Bilder der Kirche – Sammlung von Bildern | 24 |
| Michaelskapelle                                   |      | Haslach, Carl-Kistner-Straße 49 47,99055° N, 7,82033° O      | 1865/66          | römisch-katholisch                                                                     | Die Kapelle von 1865/66 wurde 1909 von der großen St. Michaelskirche ersetzt. Nach langem Intermezzo als Lagerraum befindet sich hier seit 2007 das Pfarrbüro und ein sozialer Treffpunkt mit inklusivem Café. | 87 |
| Melanchthonkirche                                 |      | Haslach, Markgrafenstraße 18 47,992037° N, 7,817598° O       | 1705 / 1898–1906 | evangelisch                                                                            | Commons : Weitere Bilder der Kirche – Sammlung von Bildern | 36 |
| Kirche Jesu Christi der Heiligen der letzten Tage |      | Haslach, Markgrafenstraße 47,995° N, 7,824166° O             |                  | Kirche Jesu Christi der Heiligen der Letzten Tage (HLT)                                | Bild gesucht BW | 74 |
| Lukaskirche                                       |      | Sankt Georgen, Am Mettweg 39 47,980067° N, 7,807875° O       | 1954/55          | evangelisch                                                                            | Die Kirche wurde 1955 geweiht und gehört zu den sogenannten verlässlich geöffneten Kirchen. | 35 |
| Pfarrkirche St. Georg                             |      | Sankt Georgen, Basler Landstraße 47,98119° N, 7,793684° O    | 1866–1869        | römisch-katholisch                                                                     | Commons : Weitere Bilder der Kirche – Sammlung von Bildern | 51 |
| St. Peter und Paul                                |      | Sankt Georgen, Bozener Straße 47,979089° N, 7,81416° O       | 1967–1969        | römisch-katholisch                                                                     | Commons : Weitere Bilder der Kirche – Sammlung von Bildern | 52 |
| Kapelle Peter und Paul                            |      | Sankt Georgen, Wendelingässle 47,978988° N, 7,80459° O       | etwa 1360        | römisch-katholisch                                                                     | Wurde 1353 erstmals im „Liber marcarum“, dem Kirchenverzeichnis des ehemaligen Bistums Konstanz zusammen mit der Fridolinskapelle im Wendelingässle als Filialkirchen der Hardkirche erwähnt. Beide wurden 1787 durch das Edikt von Kaiser Joseph II. aufgehoben und als Privathäuser genutzt. Die seit 1985 in städtischem Besitz befindliche Kapelle „Peter und Paul“ wurde weitgehend im Originalzustand wiederhergestellt und dient als Versammlungsraum. Die Fridolinskapelle ist weiterhin bewohnt. Beide Kapellen sind auch heute noch auf der Etappe des Jakobswegs von Rottenburg am Neckar nach Thann im Elsass als Stationen ausgewiesen. | 53 |
| Bergkirche Freiburg-Opfingen                      |      | Opfingen, Georg-Marcus-Stein-Weg 9 48,001036° N, 7,715991° O | 1778             | evangelisch                                                                            | Die Kirche nach Plänen von Carl Friedrich Meerwein wurde 1778 an Stelle einer älteren Kirche aus dem Jahr 1525 errichtet. Der Turm stammt noch vom Vorgängerbau, wurde allerdings erhöht. In ihm hängt eine Glocke aus dem Jahr 1698. Das Langhaus verläuft in Nord-Süd-Richtung. Nach der Säkularisation ging die Kirche in den Besitz der politischen Gemeinde über und gehört daher heute der Stadt Freiburg. | 45 |
| St. Nikolaus                                      |      | Opfingen, Freiburger Straße 47,999852° N, 7,72° O            | 1984–1986        | römisch-katholisch                                                                     | Errichtet vom Freiburger Architekten Michel Geis in den Jahren 1984 bis 1986 steht sie an der Freiburger Straße am Ortseingang und ist aus typischen Baustoffen des Breisgaus – Sandstein, verputztem Mauerwerk und Holz – erbaut. Das Patronat St. Nikolaus erinnert an die St. Nikolaus-Kapelle in Opfingen-St. Nikolaus. | 65 |
| Symphoriankirche Freiburg-Tiengen                 |      | Tiengen, Oberer Kirchweg 47,981488° N, 7,719166° O           | 1751             | evangelisch                                                                            | Die 36 m hohe Symphoriankirche in Tiegen wurde im Jahre 1751 erbaut und ist nach dem heiligen Symphorianus benannt. Das Pfarrhaus wurde 1779 gebaut und das heutige Gemeindehaus 1955. Erste christliche Zeugnisse, Grabbeigaben, die bei Ausgrabungen gefunden wurden, stammen aus dem 7. Jahrhundert. Die erste urkundliche Erwähnung Tiengens war im Jahr 888. Als eine der fünf unteren Vogteien der Markgrafschaft Baden-Durlach wurde Tiengen 1556 evangelisch. | 44 |
| Erentrudiskapelle                                 |      | Munzingen, Tuniberg 47,966364° N, 7,688342° O                | 1666, 1879       | römisch-katholisch                                                                     | Commons : Weitere Bilder der Kirche – Sammlung von Bildern | 3  |
| St. Stephan                                       |      | Munzingen, St.-Erentrudis-Straße 47,968734° N, 7,699669° O   | 1590             | römisch-katholisch                                                                     | Im Jahr 1590 wurden Turm und Chor der Pfarrkirche erbaut, 1648 folgte dann der Bau des Kirchenschiffs; in den Jahren 1747 und 1804 wurde die Kirche zweimal erweitert. | 15 |
| St. Andreas                                       |      | Weingarten, Sulzburgerstraße 47,995453° N, 7,810233° O       | 1968–1969        | römisch-katholisch                                                                     | Die Kirche wurde in den Jahren 1968/69 erbaut. Der Architekt war Horst Baron. Nach einem Brand 1992 wurde der Innenraum in den Jahren 1992/1994 durch Franz Gutmann gestaltet. Die Glasfenster stammen von Emil Wachter. | 25 |
| Dietrich Bonhoeffer                               |      | Weingarten, Bugginger Straße 44 47,998396° N, 7,805137° O    |                  | evangelisch                                                                            | | 34 |
| Neuapostolische Kirche Freiburg-Weingarten        |      | Weingarten, Krozinger Straße 13 47,994176° N, 7,813109° O    |                  | neuapostolisch 16. Juni 2019 entwidmet, da Zusammenlegung mit der Kirche in der Wiehre | Commons : Weitere Bilder der Kirche – Sammlung von Bildern | 59 |
| Maria-Magdalena-Kirche                            |      | Rieselfeld, Maria-von-Rudloff-Platz 47,999693° N, 7,79105° O | 2003–2004        | römisch-katholisch und evangelisch                                                     | \| \| \| Zwei Kirchen in einem Gebäude: links der katholische, rechts der evangelische Kirchenraum | 26 |
|                                                   |      |                                                              |                  |                                                                                        | |    |